# (16053) Brennan
(16053) Brennan (1999 JA40) – planetoida z grupy pasa głównego asteroid okrążająca Słońce w ciągu 4,8 lat w średniej odległości 2,85 j.a. Odkryta 10 maja 1999 roku.